# Chiesa di San Marcuola
La chiesa di San Marcuola o chiesa dei santi Ermagora e Fortunato è un edificio religioso di Venezia situato nel sestiere di Cannaregio e affacciato sul Canal Grande, proprio di fronte al Fondaco dei Turchi.

## Storia

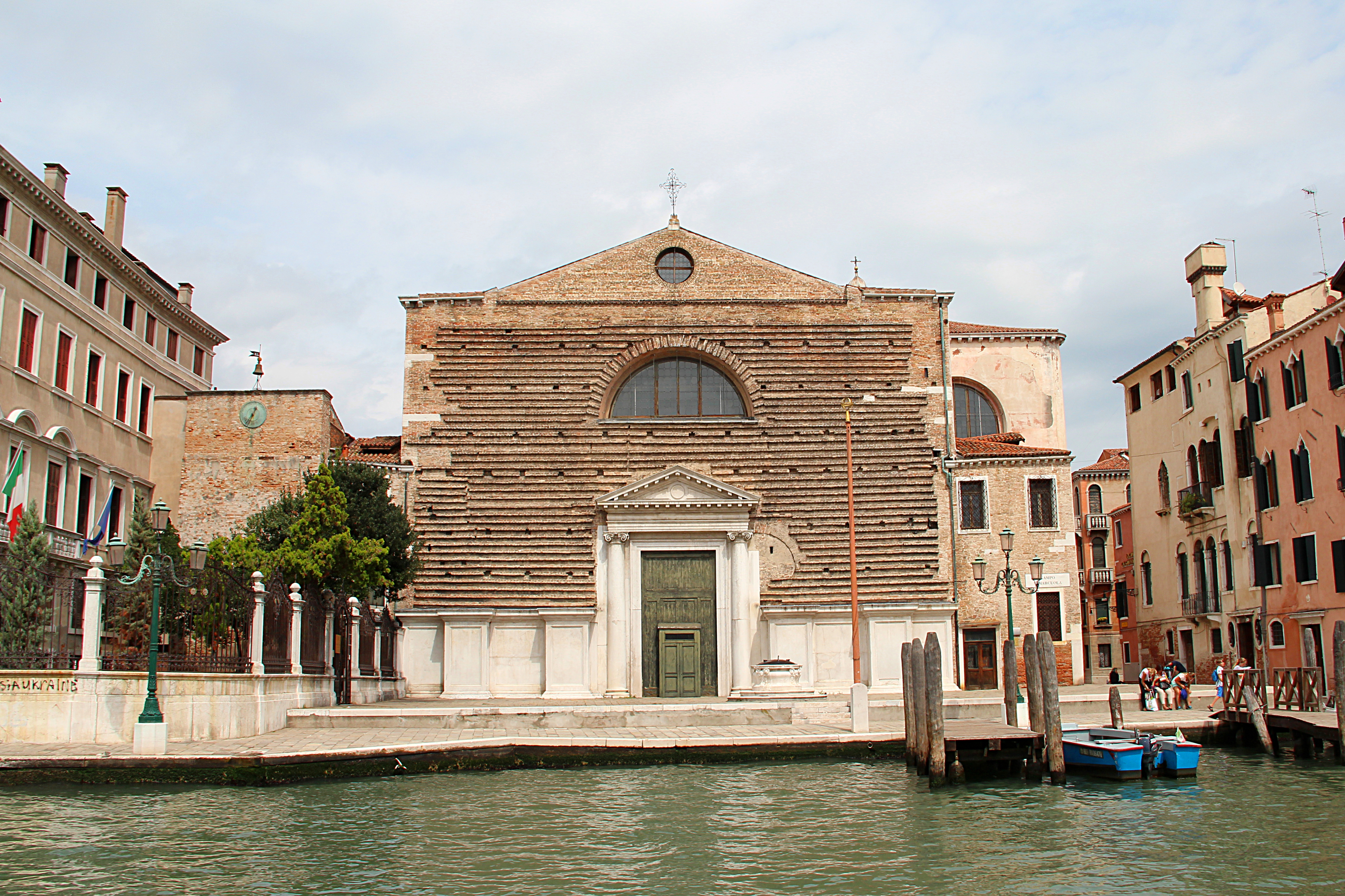
La facciata della chiesa di San Marcuola vista dal Canal Grande.

La tradizione vuole che essa sia stata costruita la prima volta sull'isola denominata Lemeneo addirittura fra il IX secolo e il X secolo, e che sia stata poi distrutta da un incendio seguito ad un terremoto.
Qui avrebbe trovato rifugio una piccola comunità fuggita all'invasione longobarda.
Fu poi nel XII secolo che venne eretta la chiesa attuale, grazie ai contributi delle famiglie Memmo, proprietaria dell'Isola di San Giorgio Maggiore, e Lupanizza.
La chiesa originale, della quale non si hanno molte notizie, era posta in asse longitudinale e parallelo al Canal Grande e aveva di fronte un campo. Si ritiene che fino all'XI secolo fosse gestita da suore, che poi si trasferirono vicino al campo San Trovaso, creando lì il convento delle Eremitane.
Nel 1663 si notavano solo piccole modifiche della struttura; fu in quegli anni che Antonio Gaspari presentò i suoi progetti per la ristrutturazione. Tali progetti rimasero sulla carta fino al 1730, morte del Gaspari, anno in cui vennero affidati a Giorgio Massari. Questi riuscì a terminare la parte interna già nel 1736, ma non la facciata della chiesa, che è rimasta tuttora incompiuta.
Nel 1779 il patriarca Federico Maria Giovanelli la consacrò per l'ultima volta.
Il nome Marcuola deriva dalla pronuncia locale del nome di uno dei due santi titolari, Ermagora, patriarca di Aquileia.

## Descrizione

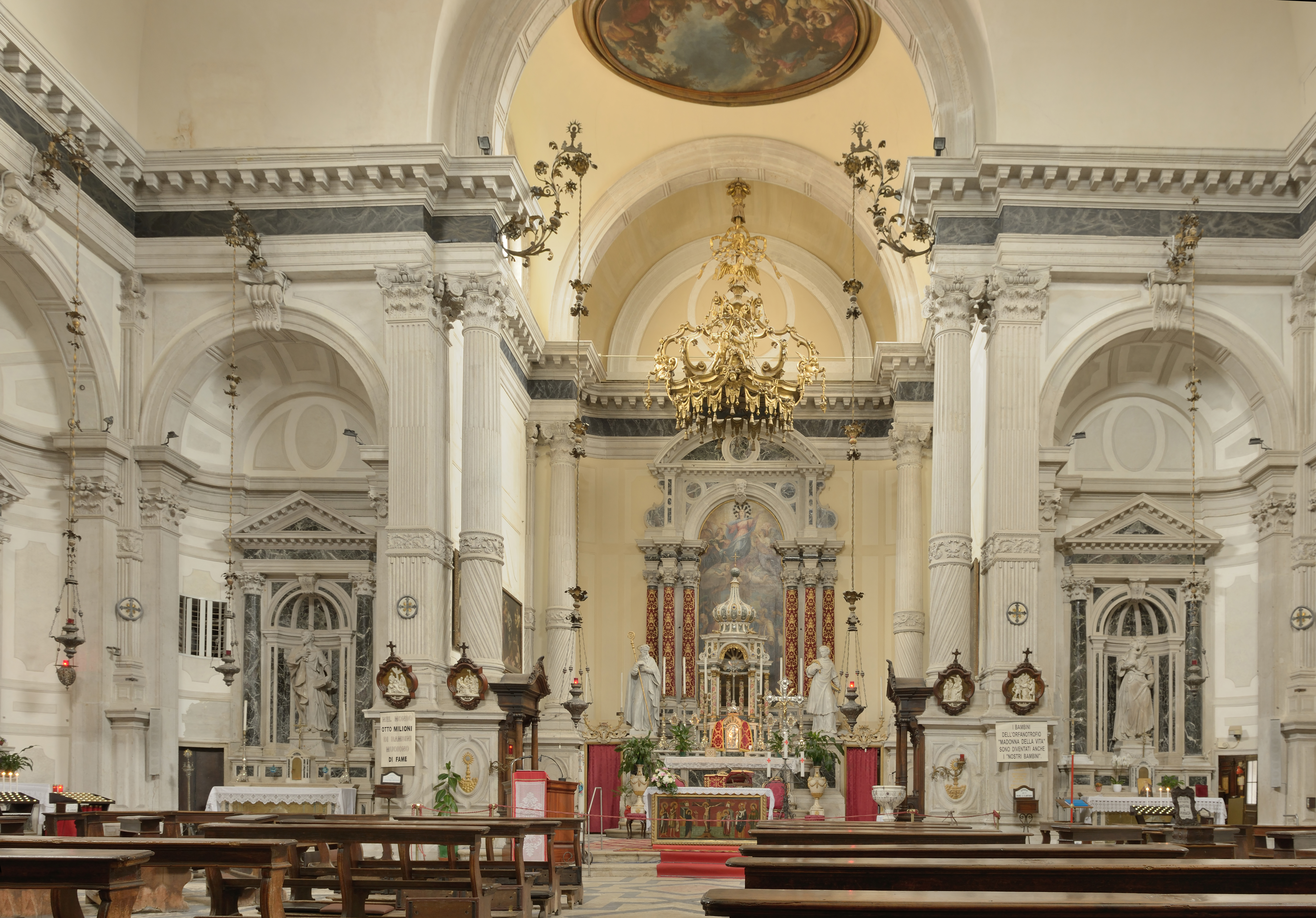
Interno della chiesa di San Marcuola.

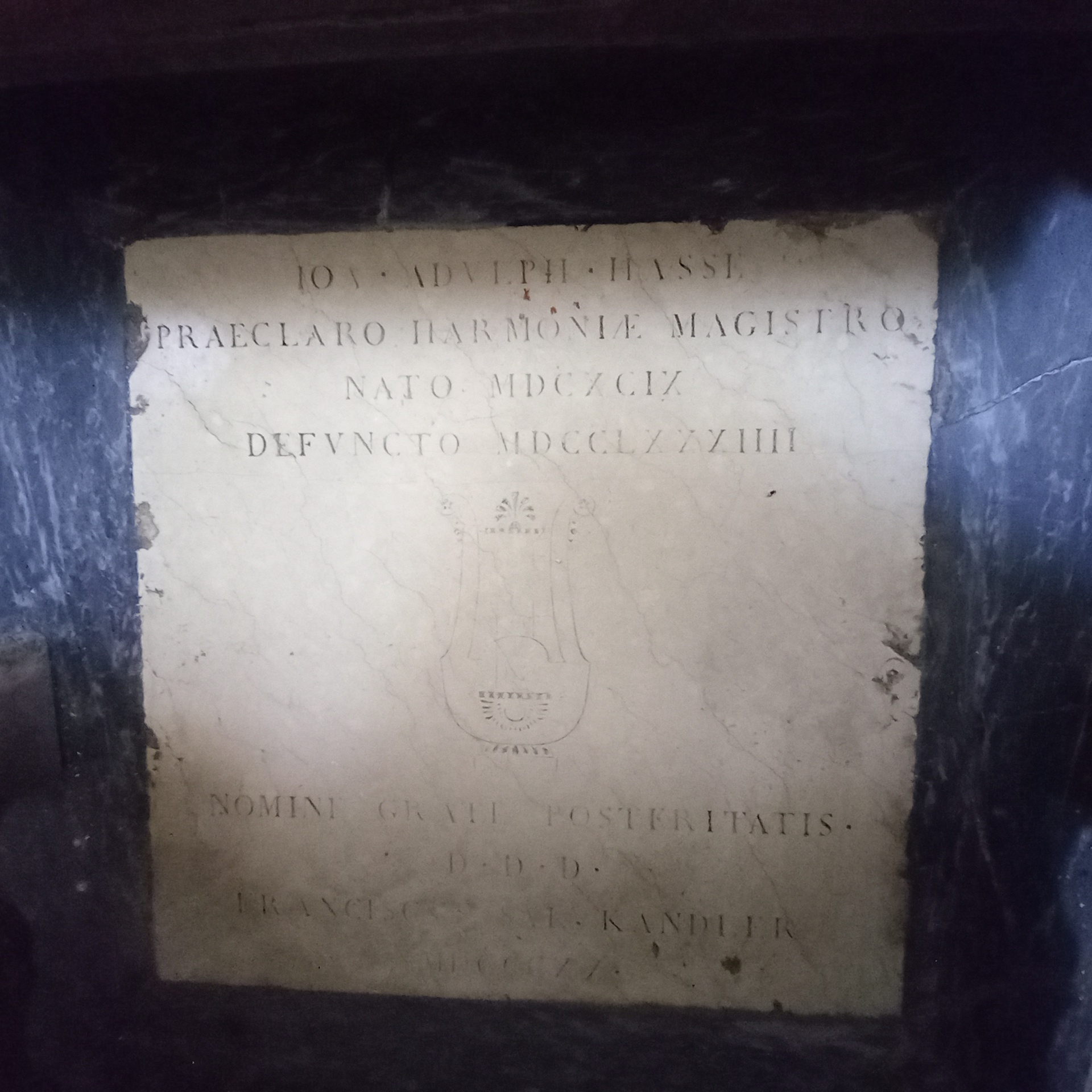
La tomba di Johann Adolf Hasse nella chiesa di San Marcuola.

La prima struttura rientrava nei canoni dello stile romanico e aveva tre navate con tetto a capriate scoperte. Il campanile è stato costruito accanto all'abside.
Dopo la ristrutturazione ad opera dell'architetto Giorgio Massari, la chiesa si presenta ora con una navata unica a pianta quadra, coperta da una volta "a botte". Durante la ristrutturazione della chiesa venne aggiunta anche una cuspide ottagonale.
Il presbiterio è stato ricavato da un'abside semicircolare, che è la conclusione della bella cappella maggiore rettangolare, sovrastata da una cupola ovale, sorretta da quattro colonne.
Risale invece al 1735 la cappella del Cristo, posta di fronte al presbiterio.
La porta d'ingresso è posta, in modo singolare, sul lato sinistro della chiesa; questo perché, secondo alcuni disegni conservati al Museo Correr, il Massari voleva ricreare lo stesso effetto della chiesa dei Gesuati (Santa Maria del Rosario), che si affaccia sul canale della Giudecca.
La chiesa offre una vasta collezione di statue dello scultore Gaetano Susali, ma la sua opera principale è l'Ultima Cena di Jacopo Tintoretto. Ai piedi della mensa dell'altare maggiore è conservata una tavola dipinta rappresentante la Crocifissione con i Santi Marco Evangelista, Battista, Ermacora e Fortunato, attribuita a Paolo Veneziano.
Inoltre sono presenti le tombe del compositore tedesco Johann Adolph Hasse e di sua moglie, il contralto Faustina Bordoni.